# Nikołaj Gastełło

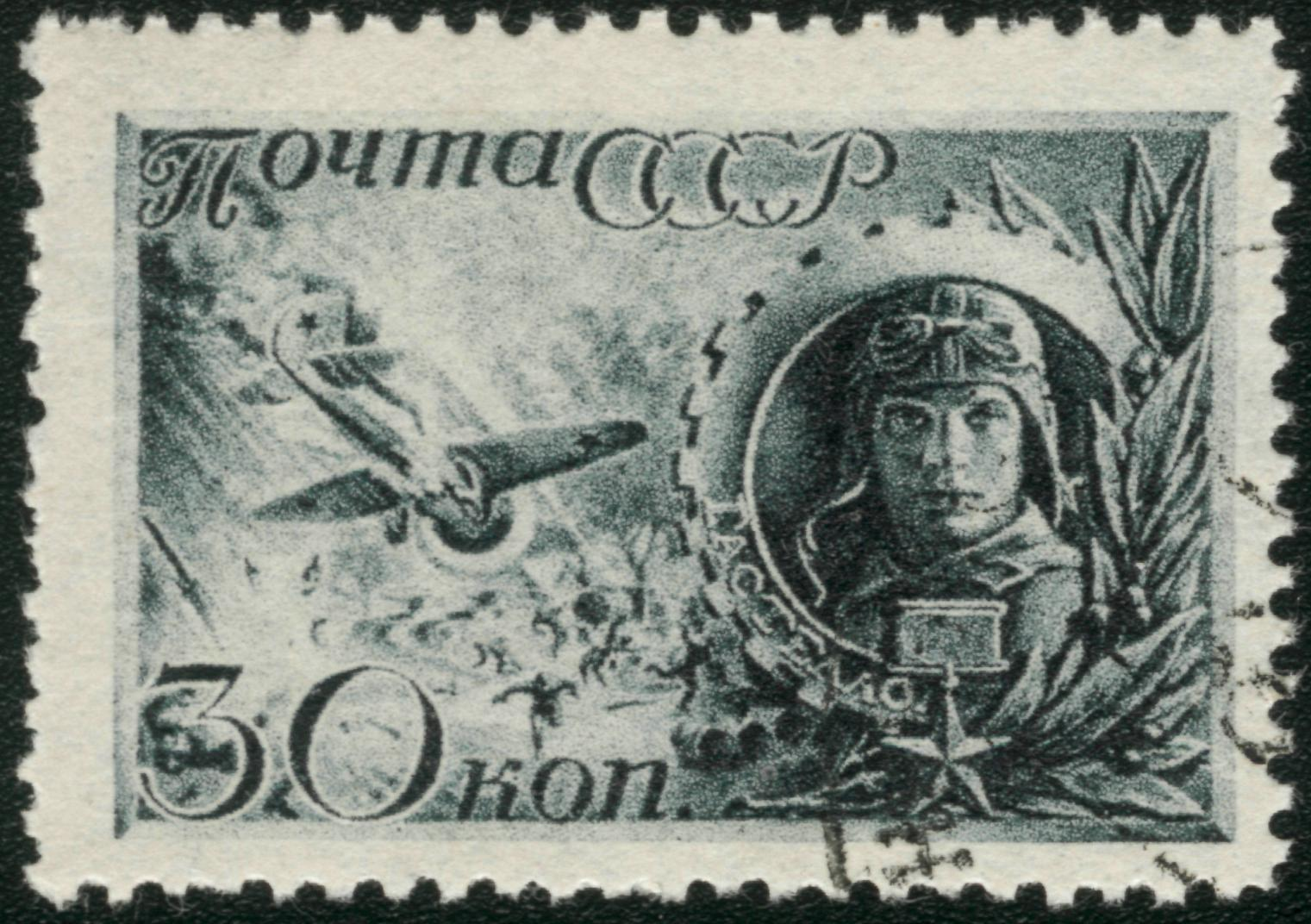
Gastełło na znaczku pocztowym z 1942

Nikołaj Francewicz Gastełło (ros. Николай Францевич Гастелло; ur. 23 kwietnia?/6 maja 1908 w Moskwie, zm. 26 czerwca 1941 k. wsi Macki) – radziecki lotnik bombowy narodowości białoruskiej, kapitan lotnictwa, Bohater Związku Radzieckiego.

## Życiorys
Urodził się 6 maja 1908 roku w Moskwie w rodzinie robotniczej, z pochodzenia był Białorusinem. Pracował jako ślusarz w fabrykach lokomotyw i sprzętu budowlanego. W roku 1932 został powołany do Armii Czerwonej, w 1933 ukończył ługańską szkołę lotniczą, po czym służył w lotnictwie bombowym jako pilot. W składzie 150. Pułku Bombowców Szybkich uczestniczył w walkach granicznych z Japończykami nad rzeką Chałchin-Goł w 1939 roku, a następnie w wojnie radziecko-fińskiej.
W maju 1941 roku w stopniu kapitana został dowódcą 4. eskadry 207 Pułku Bombowego Dalekiego Zasięgu (207 DBAP), w składzie 42. Dywizji Bombowej Dalekiego Zasięgu 3. Korpusu Lotnictwa Dalekiego Zasięgu, latając na bombowcach Ił-4.
Od pierwszego dnia ataku Niemiec na ZSRR – 22 czerwca 1941 – uczestniczył w walkach na froncie. Na skutek strat pułk został przeorganizowany i Gastełło został dowódcą 2. eskadry. 26 czerwca 1941 podczas nalotu pary samolotów na niemiecką kolumnę zmechanizowaną na szosie Mołodeczno–Radoszkowicze, kierującą się na Mińsk, jego samolot został trafiony ogniem z ziemi i zapalił się. Wobec braku szans na dotarcie do terenu zaimowanego przez Armię Czerwoną, skierował swój płonący samolot na niemiecką kolumnę, składającą się z samochodów i czołgów.
Uważano przez lata, że Gastełło staranował samolotem niemiecką kolumnę na szosie Mołodeczno–Radoszkowicze, niszcząc czołgi i cysterny z benzyną, w tym miejscu po wojnie wystawiono pomnik, a Gastełło stał się słynny i był wymieniany w literaturze jako dokonujący pierwszego taranowania zapalonym samolotem. Jedynym świadkiem tego była załoga drugiego samolotu Fiodora Worobiewa, który jednak poległ niedługo później. W katastrofie poniosła śmierć cała załoga (oprócz Gastełło zginęli nawigator Anatolij Burdeniuk oraz strzelcy Аleksiej Kalinin i Grigorij Skorobogaty, wszyscy odznaczeni pośmiertnie Orderem Wojny Ojczyźnianej I klasy).
27 lipca 1941 roku uhonorowany został pośmiertnie tytułem Bohatera Związku Radzieckiego oraz Orderem Lenina za staranowanie płonącym samolotem kolumny wojsk niemieckich. Jego imieniem nazywano m.in. ulice, kołchozy, fabryki, drużyny pionierskie i statek rzeczny.
W latach dziewięćdziesiątych w prasie rosyjskiej pojawiła się wersja, że na szosę spadła inna załoga – dowódcy 1. eskadry 207 DBAP kapitana Aleksandra Masłowa, który został w 1996 uhonorowany tytułem Bohatera Federacji Rosyjskiej. W 1951 roku dokonano ekshumacji domniemanej mogiły załogi Gastełło i odnaleziono w niej dokumenty na nazwisko Masłowa, zauważa się jednak, że w razie wybuchu płonącego samolotu, dokumenty powinny spłonąć. Według niektórych badaczy Gastełło zdecydował się uderzyć w kolumnę niemiecką we wsi Mocki, ale jego samolot nie dociągnął do wsi i upadł na skraju lasu. Kwestia ta jest nadal przedmiotem kontrowersji.

## Ordery i odznaczenia
- Złota Gwiazda Bohatera Związku Radzieckiego (1941, pośmiertnie)
- Order Lenina (1941, pośmiertnie)